# Midnight Special
Midnight Special ist ein US-amerikanischer Science-Fiction-Film des Regisseurs Jeff Nichols aus dem Jahr 2016. In den Hauptrollen spielen Michael Shannon, Joel Edgerton, Kirsten Dunst, Adam Driver und Jaeden Lieberher. Der Film hatte seine Premiere am 12. Februar 2016 bei den Internationalen Filmfestspielen Berlin, wo er sich im Wettbewerb um den Goldenen Bären befand.

## Handlung
Roy flieht aus einem religiösen Kult im ländlichen Texas mit seinem achtjährigen Sohn Alton, welcher übermenschliche Kräfte besitzt. Eine Vermissten-Meldung für den Jungen wird über Fernsehkanäle und Radio-Funk gesendet, um den Jungen aufzuspüren. Roy und sein Komplize – ein Kindheitsfreund, State Trooper Lucas – versuchen Alton zu einem bestimmten Datum zu einer geheimgehaltenen Position zu schaffen. Dort soll ein außergewöhnliches und vielleicht weltveränderndes Ereignis stattfinden.
Während sie nachts durch weniger bewohnte Gebiete des Staates fahren, werden die drei in einen Autounfall verwickelt und schießen dabei auf einen Statetrooper. Sie suchen Unterschlupf bei Elden, einem ehemaligen Mitglied des religiösen Kultes. Zur selben Zeit befragt das FBI die Kult-Mitglieder auf ihrer Suche nach Alton. Paul Sevier leitet Verhöre, in welchen einige der Anhänger Altons übernatürliche Fähigkeiten beschreiben. Sie erzählen, dass der Junge nachts wach sein müsste, da er nicht in der Lage sei, im Tageslicht zu leben. Die Predigten des Kirchen-Kults basieren auf den Aussagen von Alton und beinhalten verschlüsselte Regierungsinformation, welche von Satelliten gesendet werden.
Roy und Lucas verlassen das Haus ihres Bekannten und müssen an einer Tankstelle halten. Dort verwendet der Junge seine Kräfte, um einen Satelliten aus dem Orbit zu ziehen. Dieser entzündet sich in der Atmosphäre und regnet als Meteorit auf die Gegend. Sie können fliehen und treffen Sarah, Altons Mutter, die von dem Kult ausgeschlossen wurde und ihren Sohn zwei Jahre nicht gesehen hat. Auf der Straße fühlt Alton, dass die Luftpatrouille des FBI nach ihm sucht, und zwingt die Gemeinschaft zum Anhalten. Er rennt in den Wald und sein Vater folgt ihm. Die beiden verstecken sich dort. Sarah und Lucas warten in einem Motel. Durch einen unkontrollierten Einfall von Lichtstrahlen, die seine Augen ausgestrahlt haben, ist der Junge geschwächt. Er erklärt seinem Vater, dass er den Sonnenaufgang mit ansehen müsse. Während die beiden sich die Sonne ansehen, beginnt die Erde zu beben und eine Kuppel aus Licht umhüllt sie.
Als Alton und Roy im Motel ankommen, ist er an das Sonnenlicht gewöhnt. Er erklärt, dass er herausgefunden habe, woher er kommt. Es existiere eine andere Welt auf unserer Erde, nur in einer Schicht darüber. Aus dieser Welt würde er kommen und dort gäbe es Menschen, die wie er seien. Als die vier am nächsten Morgen, dem prophezeiten Tag, die Tür des Motelzimmers verlassen, werden sie von zwei Kult-Mitgliedern überrumpelt. Sie kidnappen Alton, doch deren Auto gerät in eine Straßenkontrolle des FBI, und Alton wird in eine Einrichtung der Regierung geflogen.
Der Achtjährige wird von Sevier befragt und offenbart ihm seine Kräfte. Dadurch überzeugt er den Analytiker, dass er von einer anderen Welt sei, und Sevier willigt ein, Alton zu seinen Eltern zu bringen.
Sie treffen sich an einem abgelegenen Standort und Lucas gibt Sevier Handschellen, welche er sich selbst anlegt. Somit erweckt es den Eindruck, man hätte ihn gezwungen, Alton zu ihnen zu bringen. Roy, Lucas und Sarah planen die Ankunft an der vorbestimmten Stelle in Florida. Leider weiß auch das FBI, wo sie hin wollen, und riegelt mit Hilfe des Militärs die Umgebung ab. Nachdem sie durch militärische Straßensperren gefahren sind, erreichen sie den Ort mitten im Nirgendwo. Sarah und Alton flüchten aus dem Auto und gehen zu Fuß weiter, sodass Lucas und Roy die Verfolger mit dem Auto ablenken können.
Mutter und Sohn erreichen den Beginn einer sumpfigen Graslandschaft, wo der Boden zu beben beginnt und eine Lichtexplosion sich von dem Jungen ausbreitet. Diese bildet ein Gewölbe um den Großteil des südöstlichen Teils der USA. Außerweltliche Gebäude und futuristische Architektur sind innerhalb dieses Bereichs plötzlich zu sehen. Alle Personen innerhalb der Lichthalbkugel erblicken erstaunt und fasziniert die Werke der parallelen Dimension. Sarah sieht Wesen, die ihrem Sohn ähneln, aus dem Wald kommen und ihn wie Lichtstrahlen umhüllen. Die darauffolgende Implosion der entstanden Lichtkuppel lässt Alton, sowie die andere Welt und deren Widerschein, verschwinden.
Roy und Lucas wurden von der Regierung inhaftiert und vom FBI verhört. Lucas erzählt genau, was passiert ist, doch damit gibt man sich nicht zufrieden. Sevier wird als Spezialist hinzugezogen, denn die anderen FBI-Mitglieder wissen nicht, dass dieser geholfen hat, Altons Mission zu erfüllen. Sarah schneidet und färbt sich ihre Haare, um nicht entdeckt zu werden. Der Film endet mit dem inhaftierten Roy, welcher EEG-Elektroden auf dem Kopf trägt. Seine Augen erleuchten kurz mit einem verschwindenden hellen Licht.

## Kritik
Auf Rotten Tomatoes erhält der Film von Kritikern eine Bewertung von 84 %, basierend auf 184 Kritiken und einer Durchschnittsbewertung von 7,3/10. Auf Metacritic erreicht Midnight Special einen Metascore von 78/100, basierend auf 7 Kritiken.
Christian Ihle (taz) schreibt: „wirklich schön mal wieder einen Film zu sehen, der dem Zuschauer nicht ständig erklärt, um was es geht & was er gerade sieht, sondern ihm mit zurückhaltend platzierten Informationsschnippseln ermöglicht, sich nach und nach selbst ein Bild des Ganzen zu erschaffen.“ Für Ihle wirkt der Film „beinahe wie eine Hommage“ an Filme wie Unheimliche Begegnung der dritten Art oder E.T., wobei er allerdings nicht entschieden genug sei: „einerseits zu arg ein Familienfilm, andererseits bei den Verfolgungsjagden und dem Mystery-Geraune klar im Genre verhaftet – bis zu einem Ende, das auch James Cameron in The Abyss nicht ‚größer‘ hinbekommen hätte und den Zuschauer rätselnd, aber auch desinteressiert zurücklässt.“
Jan Schulz-Ojala und Christian Schröder vom Tagesspiegel nennen Midnight Special „höheren Hokuspokus“, der Film bleibe hinter seinem Anspruch zurück. Nichols wolle an seinen vorhergehenden Film Take Shelter anknüpfen, indem er ihn in „exakt der grenzgängerischen Psychorealität“ ansiedelt und „will zugleich darüber hinaus“. Was allerdings genau deshalb misslinge, „weil er mit aller Macht, ja, zuweilen penetrant ins amerikanische Bilder-Elysium drängt“. In ihrem Fazit fassen die Kritiker das „zunehmend absonderliche Drama“ für sich zusammen: „bisschen Bummzischkrach, einige eher unaufregende Boah-ey-Spezialeffekte und viele schmusige family values, die überwiegend an Kirsten Dunst als Mama hängen bleiben“.